# 1243년

## 연호
- 남송(南宋) 순우(淳祐) 3년
- 일본(日本) 닌지(仁治) 4년 / 간겐(寛元) 원년
- 쩐 왕조(陳朝) 티엔응찐빈(天應政平) 12년

## 기년
- 남송(南宋) 이종(理宗) 19년
- 고려(高麗) 고종(高宗) 30년
- 몽골 퇴레게네 섭정 2년
- 쩐 왕조(陳朝) 태종(太宗) 19년

## 탄생
- 동국18현 -순흥안씨 안향 성리학을 고려에 소개한 고려의 유학자.

## 사망
- 고려(高麗) 중기(中基) 문신(文臣) 이거(李琚)